# Cathédrale épiscopalienne Sainte-Marie d'Édimbourg
La cathédrale épiscopalienne Sainte-Marie est un édifice religieux qui est la cathédrale de l'Église épiscopalienne écossaise, située dans la ville d'Édimbourg.

## Histoire
En 1689, après la Glorieuse Révolution, le presbytérianisme a été restauré en Écosse. La cathédrale St Gilles est passé sous le ministère de l'Église d'Écosse, ce qui a provoqué la recherche d'une cathédrale épiscopalienne à Édimbourg.
Pendant une période, les fidèles se rassemblèrent dans une ancienne usine textile, à proximité du site de l'actuelle vieille église Saint-Paul. Il s'agissait alors d'une pro-cathédrale jusqu'au début du XIXe siècle.

## Architecture
Les plans de la cathédrale ont été dessinés par George Gilbert Scott, la première pierre fut posée le 21 mai 1874 par le duc de Buccleuch, dont la famille était un mécène de l'Église épiscopalienne.

À compter du 26 mai 1876, elle est administrée par le doyen, James Montgomery, et deux aumôniers. La nef de la cathédrale est ouverte le 25 janvier 1879 et depuis ce jour, des services quotidiens s'y déroulent.

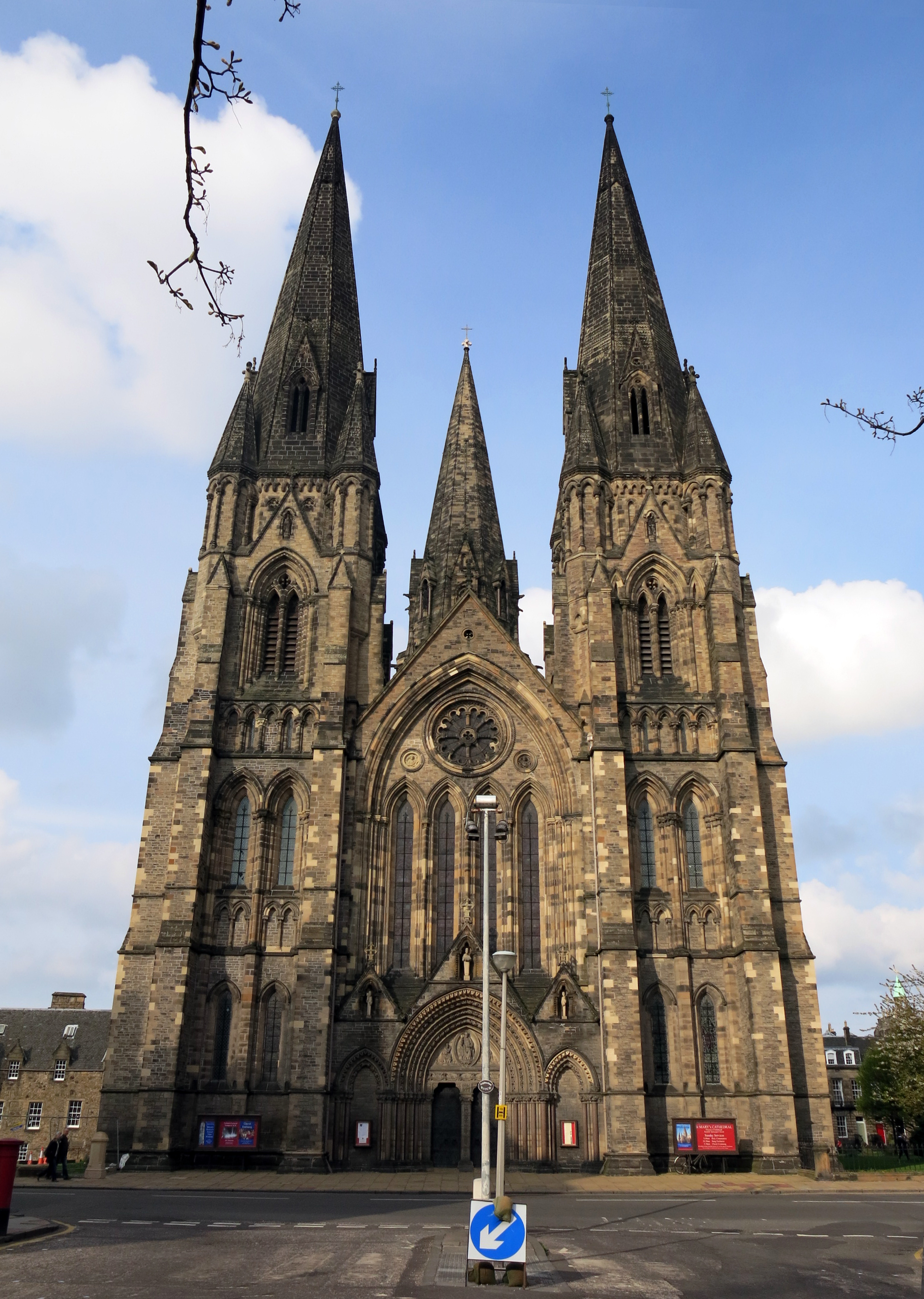
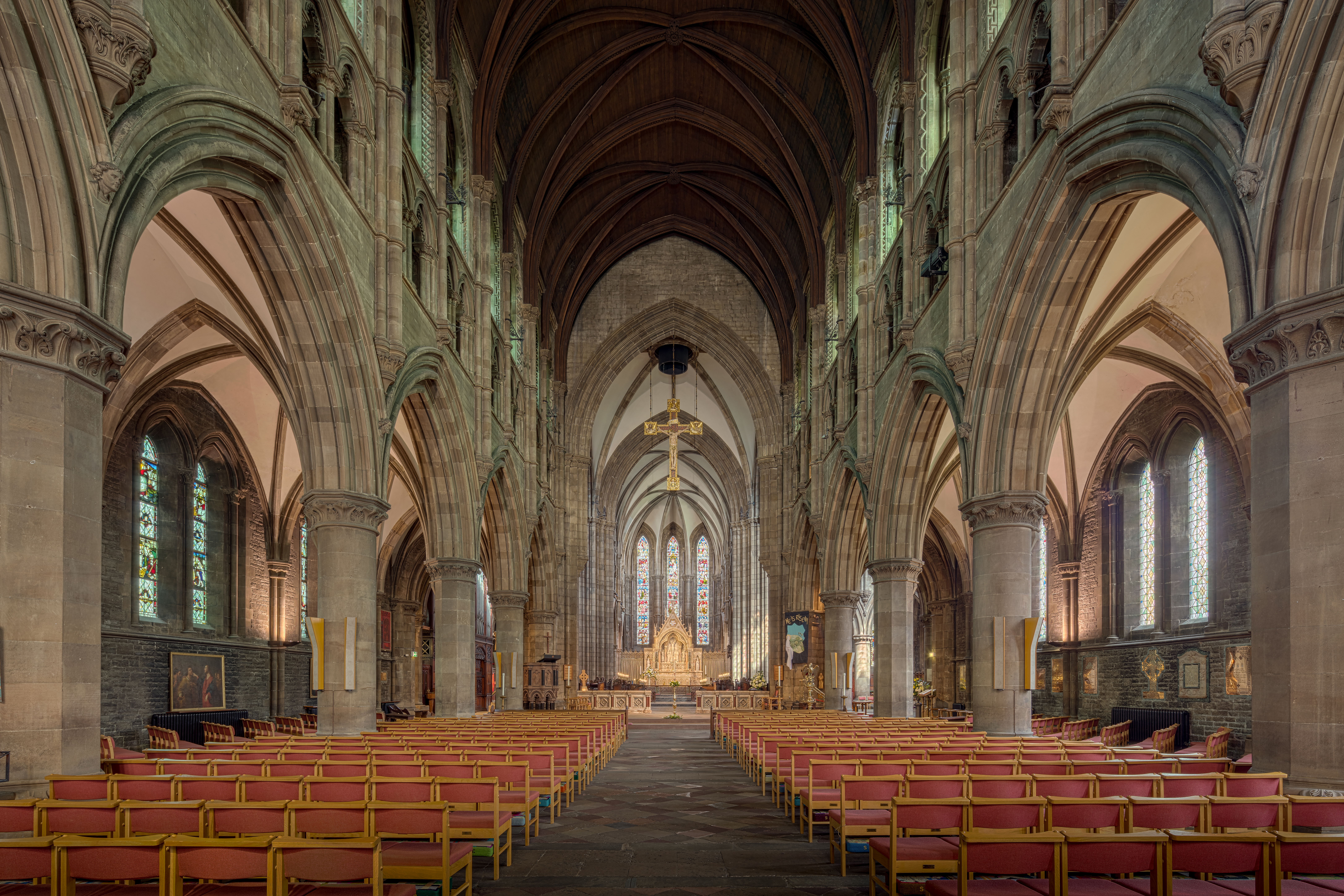
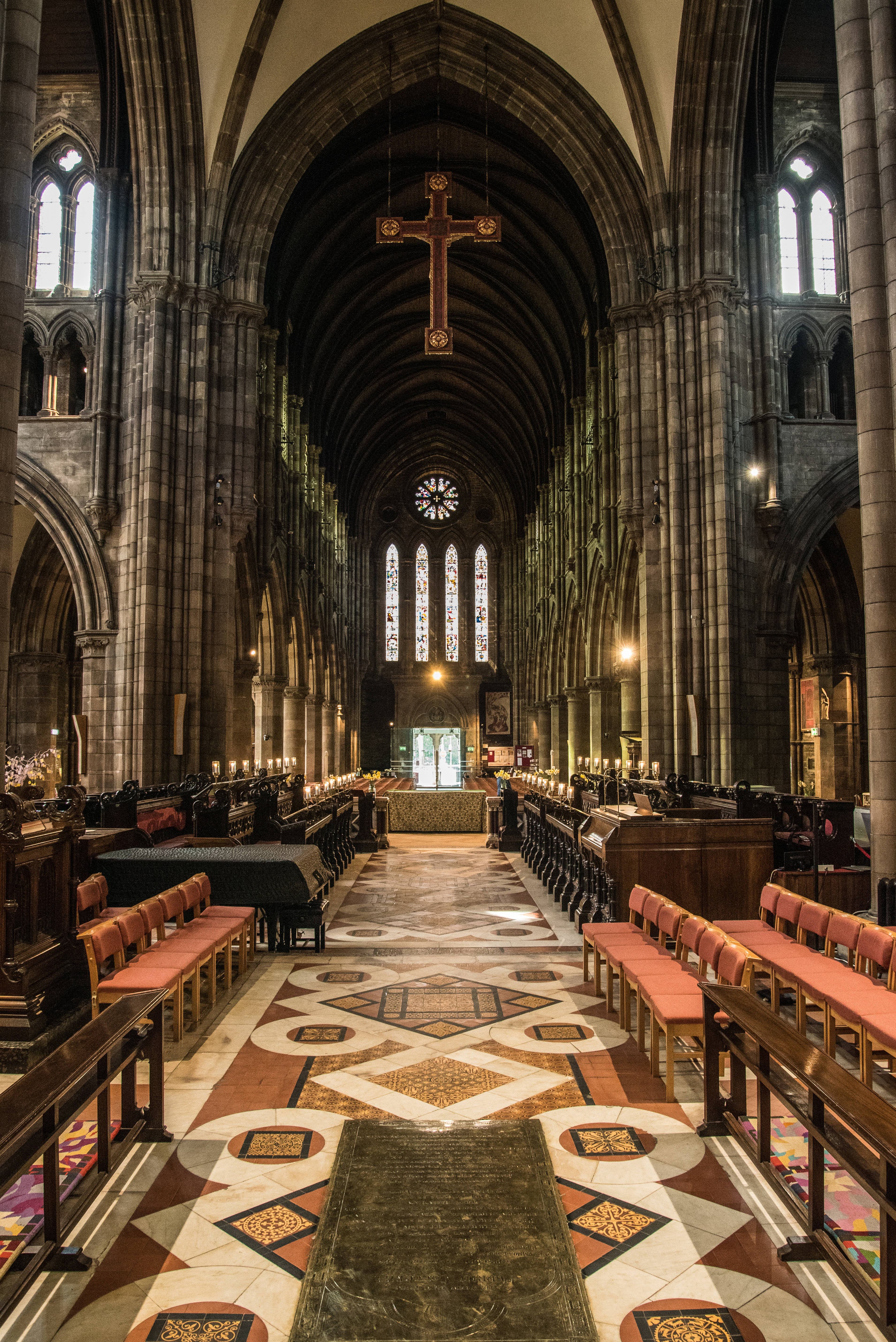
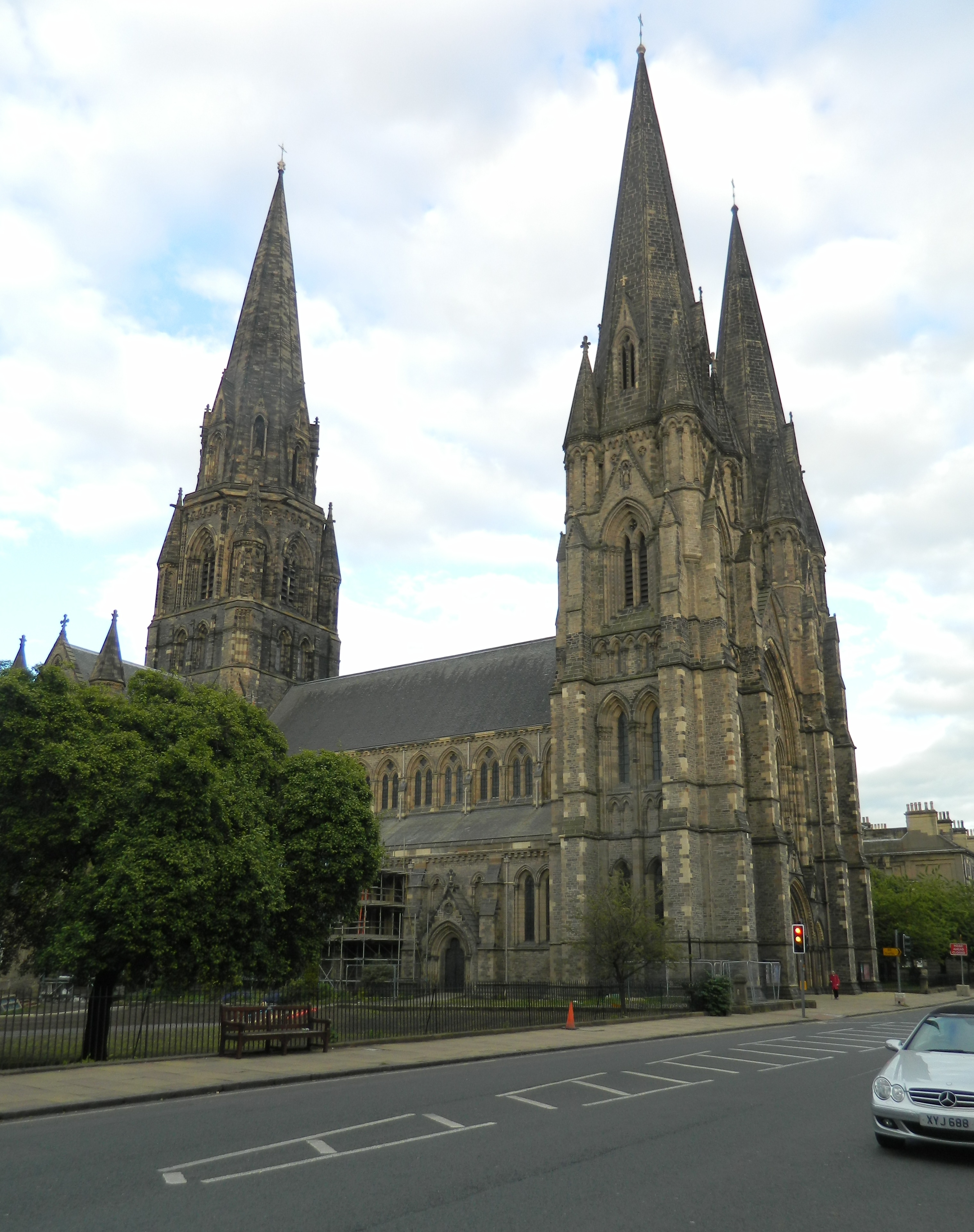
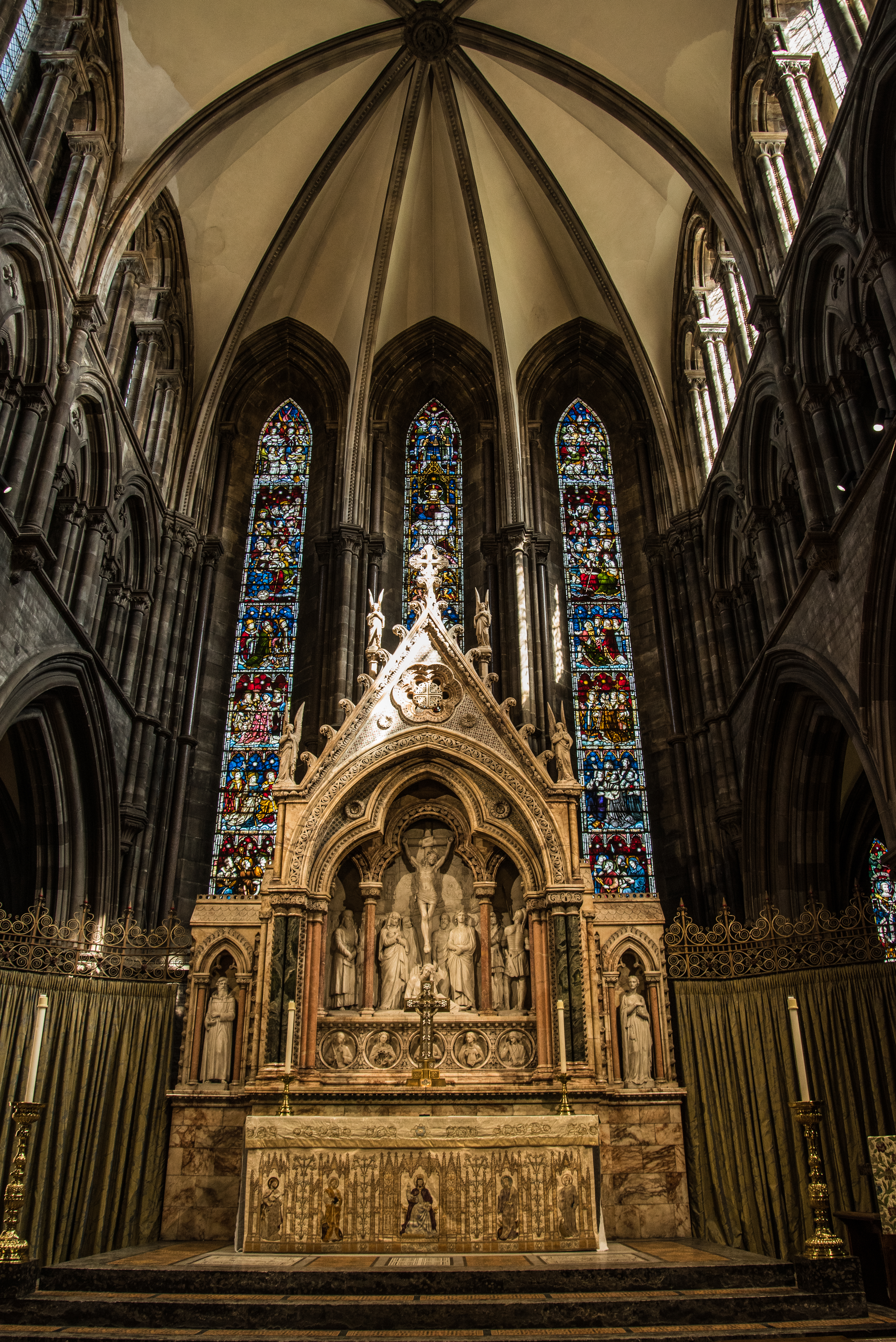
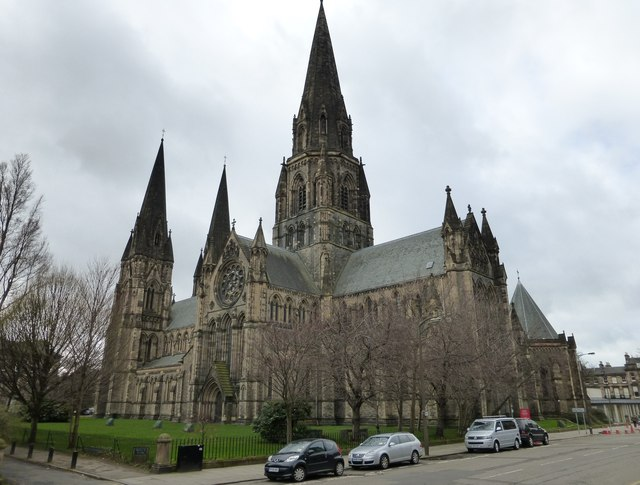

## Source
- (en) Cet article est partiellement ou en totalité issu de l’article de Wikipédia en anglais intitulé « St Mary's Cathedral, Edinburgh (Episcopal) » (voir la liste des auteurs).